# Atleti Paralimpici Rifugiati
Gli Atleti Paralimpici Rifugiati, per i Giochi paralimpici di Rio de Janeiro 2016 noti come Atleti Paralimpici Indipendenti, sono una squadra di atleti rifugiati che partecipò per la prima volta alla XV Paralimpiade, che si svolse a Rio de Janeiro (Brasile), dal 7 al 18 settembre 2016. La squadra, con la nuova denominazione, parteciperà anche ai XVI Giochi paralimpici.
La creazione della squadra fu annunciata il 26 agosto 2016, similarmente a quanto accaduto per gli Atleti Olimpici Rifugiati.

## Squadra Paralimpiadi 2016
| Atleta             | Paese di origine | Sport            | Evento                            | Classe |
| ------------------ | ---------------- | ---------------- | --------------------------------- | ------ |
| Ibrahim Al Hussein | Siria            | Nuoto            | 50 metri e 100 metri stile libero | S10    |
| Shahrad Nasajpour  | Iran             | Atletica leggera | Lancio del disco                  | F37    |

## Squadra Paralimpiadi 2020
| Atleta             | Paese di origine | Sport            | Evento                                 | Classe   |
| ------------------ | ---------------- | ---------------- | -------------------------------------- | -------- |
| Alia Issa          | Siria            | Atletica leggera | Lancio della clava                     | F32      |
| Shahrad Nasajpour  | Iran             | Atletica leggera | Getto del peso, lancio del disco       | F37      |
| Anas Al Khalifa    | Siria            | Canoa            | Kayak 200 metri, Va'a 200 metri        | KL1, VL2 |
| Ibrahim Al Hussein | Siria            | Nuoto            | 50 metri stile libero, 100 metri dorso | S9, SB8  |
| Abbas Karimi       | Afghanistan      | Nuoto            | 50 metri dorso, 50 metri farfalla      | S5       |
| Parfait Hakizimana | Burundi          | Taekwondo        | -61 kg                                 | K44      |

## Squadra Paralimpiadi 2024
| Atleta                    | Paese di origine | Sport                 | Evento        | Classe |
| ------------------------- | ---------------- | --------------------- | ------------- | ------ |
| Guillaume Junior Atangana | Camerun          | Atletica leggera      |               | T11    |
| Salman Abbariki           | Iran             | Atletica leggera      |               | F34    |
| Sayed Amir Hossein Pour   | Iran             | Tennistavolo          |               |        |
| Hadi Hassanzada           | Afghanistan      | Taekwondo             |               |        |
| Zakia Khudadadi           | Afghanistan      | Taekwondo             | Donne –47 kg  | K44    |
| Hadi Darvish              | Iran             | Pesistica paralimpica | Uomini –80 kg |        |
| Ibrahim Al Hussein        | Siria            | Paratriathlon         |               | S9     |
| Amelio Castro Grueso      | Colombia         | Scherma in carrozzina |               |        |